# Amor Líquido
O termo amor líquido alude a um conceito criado pelo sociólogo polaco Zygmunt Bauman, desenvolvido em sua obra homônima para descrever o tipo de relações interpessoais que se desenvolvem na pós-modernidade. Estas, segundo o autor, estão caracterizadas pela falta de solidez, calidez e por uma tendência a serem cada vez mais fugazes, superficiais, etéreas e com menor compromisso. Ainda que o conceito costume ser usado para as relações baseadas no amor romântico, Bauman também desenvolve o conceito para falar em geral da liquidez do amor ao próximo.

## Desenvolvimento do conceito
Bauman explica como nas sociedades do capitalismo avançado aparecem algumas tendências que afetam a como se entendem as relações pessoais. A tendência ao individualismo vê as relações fortes como um perigo para os valores de autonomia pessoal. A isto se une a generalização da ideologia consumista que provoca a mercantilização de vários âmbitos da vida. Neste sentido, o resto das pessoas começam a se perceber como mercadorias para satisfazerem alguma necessidade, e o amor se converte num tipo de consumo mútuo, guiado pela racionalidade economista, onde o hábitos econômicos invadem as relações pessoais.
Neste contexto, os vínculos afetivos estáveis convertem-se numa hipoteca. A ideia do casal católico, o até que a morte nos separe, tem um prazo longo de mais numa sociedade marcada pelo eterno presente e o usar e descartar da sociedade de consumo.
 
Para Bauman, as relações via internet convertem-se no modelo que se exporta ao resto de relações da vida real. De fato, ao invés de relações, se procuram conexões, já que estas não precisam envolvimento nem profundidade. Nas conexões, cada um decide quando se conectar, e o botão de deletar está sempre próximo.
Bauman descreve o amor atual como produto de um individualismo exacerbado, que se tornou um jogo, um jogo de riscos, moderno, complexo, onde o segredo é não deixar portas fechadas às demais relações; estas se consideram conexões que podem se desligar ante qualquer signo de debilidade ou tédio, e a única forma de manter as relações é mantê-las sempre renovadas.

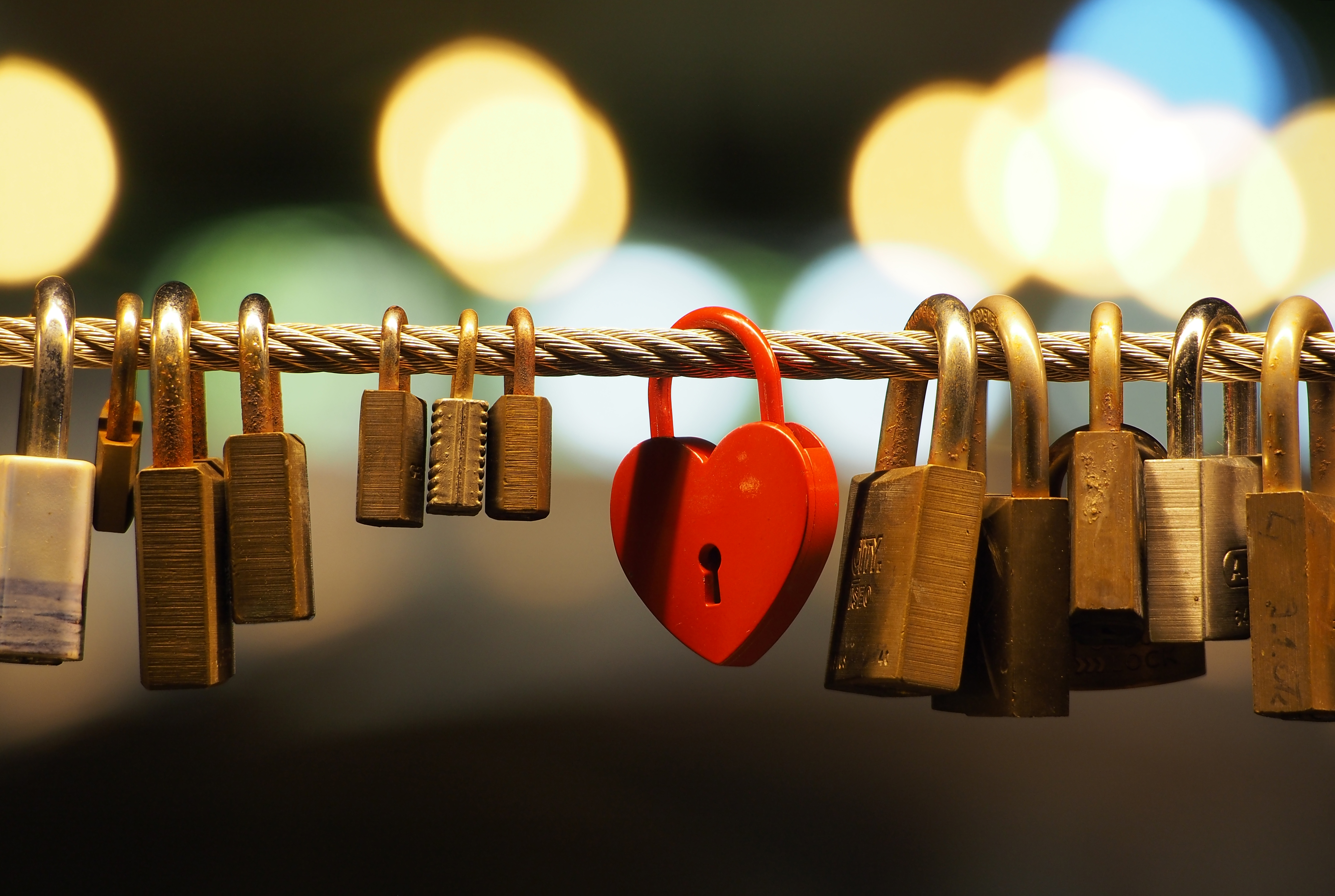
A tendência ao individualismo faz ver as relações fortes como um perigo para os valores de autonomia pessoal.

O pós-modernismo do que fala Bauman é produto das relações capitalistas atuais, onde não existe nada seguro, onde a incerteza é o pão da cada dia e a única constante é a falta de pertencimento, de filiação, o fim das ideologias. Este pós-modernismo traz como consequência o hedonismo. Este, mais que uma aberração minoritária, se converte no caminho cada vez mais transitado, sendo a satisfação imediata, o narcisismo e as tendências banais as características definitivas do indivíduo atual.
Por isso, o amor se tornou líquido, flui, muda constantemente e toma caminhos inesperados, da mesma forma em que muda o indivíduo. Já nada é sólido como o foi no passado – ao qual Bauman se refere com valores mais firmes e menos volúveis.

## Críticas
Enrique Gil Calvo enquadra o conceito dentro do pensamento débil dos ensaios pós-modernos -que ele denomina, ironicamente, ensayismo líquido- considerando que a obra de Bauman não cria conceitos originais, ele apenas reciclaria velhas teorias com um objetivo comercial.
Desde os estudos de gênero fez-se uma crítica ao conceito por não fazer uma análise das diferentes formas de entender o amor que historicamente têm tido homens e mulheres. Neste sentido, autores como Matamoros sustentam que tradicionalmente as mulheres amavam sólido, enquanto os homens amavam líquido. Por isso, propõe repensar as teses de Bauman em termos de por que agora as mulheres também amam liquidamente. Uma possível resposta seria que uma premissa para poder amar líquido é o ter uma independência pessoal tal que possa levar a se propor o amor como uma ameaça a esta. O sistema patriarcal tem provocado que, enquanto historicamente os homens sempre têm podido conceber assim as relações, para as mulheres isto só tem sido possível nas últimas décadas.